# Doktor Sándor
Doktor Sándor, néhol Doctor (Beregrákos, 1864. január 4. – Keszthely, 1945. november 7.) szülész-nőgyógyász, pártmunkás.

## Élete
Tízgyermekes szegényparaszti családból származott. Szatmáron, illetve Kőrösön végezte középfokú tanulmányait. Az orvosi egyetemet 1889-ben végezte el, majd állami ösztöndíjjal fél éven át Nyugat-Európában különböző klinikákon működött. Ez után egy ideig az orvostudományi egyetem I. számú szülészeti és nőgyógyászati klinikáján volt tanársegéd. 1901-től fogva volt a pécsi állami bábaképző intézet igazgató-tanára, ez idő tájt kezdett orvosi témájú cikkei mellett társadalmi kérdésekkel is foglalkozni, publikált a Huszadik Században. A református egyház presbitere volt 1903 és 1906 között, emellett 1905 és 1910 között a Pécsi Orvos Egyesület, 1905 és 1914 között pedig a Pécsi Tornaegylet elnöke is volt. 1906-ban a részben általa alapított Szabadgondolkodók Pécsi Társasága elnökének tették meg, titkára volt az Antialkoholisták Egyesületének, és 1906-tól nyolc éven át volt a Munkásiskola előadója. A világháború alatt vöröskeresztes önkéntesként került a keleti frontra, a háború után 1918-ban pedig a pécsi Nemzeti Tanács elnöke lett, a szerb megszállást követően belépett a szociáldemokrata pártba. 1920-ban vezette a pécsi Szocialista Párt lapjának, a Munkás című periodikának szerkesztőbizottságát, augusztusban a pécsi törvényhatósági bizottság elnökének választatott meg, majd az ő közreműködésével kikiáltották a Baranya–bajai Szerb–Magyar Köztársaságot. Még ugyanebben az évben azonban Horthy bevonulása elől a délszláv királyságba menekült, ahol Magyarkanizsán telepedett meg. Itt is praktizált, egyes források szerint szerepet vállalt az illegálisan működő Jugoszláv Kommunista Párt szervezeteinek munkájában. 1941-ben, mikor a magyar hadsereg bevonult a térségbe, lefogták, és 10 évnyi börtönt szabtak ki rá, amelynek letöltését Szegeden kezdte meg, majd Vácra került. 1944 novemberében a szovjet hadsereg szabadította ki, majd belépett a kommunista pártba, ám nem sokkal ezután elhunyt egy autószerencsétlenségben. Állandó munkatársa volt a Korunk című lapnak, 1912-ben lefordította Max Nordau Konvencionális hazugságok című művét.

## Emlékezete
1978-ban Pécsett tiszteletére szobrot állítottak, mely Vilt Tibor műve. 2011-ben eltávolították;  azóta egy szeméttelepen 'őrzik'.

## Főbb művei
- A méhfibroma-operafiók különböző módszerei (Bp., 1896);
- A régi és az új rend (Pécs, 1918); A világegyetem és a föld keletkezése (Pécs, é. n.).